# 太鼓の達人 ドコどんRPGパック!
『太鼓の達人 ドコどんRPGパック!』は、2020年11月26日にバンダイナムコエンターテインメントより発売のNintendo Switch用ゲームソフトである。

## 概要
本作は、ニンテンドー3DS用ソフト『太鼓の達人 どんとかつの時空大冒険』 （2014年）、『太鼓の達人 ドコドン!ミステリーアドベンチャー』 （2016年）をNintendo Switch用ソフトとして収録したソフトである。海外では当時3DSでは未発売であったため、新規翻訳され、収録作の名称も『Rhythmic Adventure1』、『Rhythmic Adventure2』になる。
新規曲は『どんとかつの時空大冒険』では「マリーゴールド」「シャルル」「ロキ」、『ドコドン!ミステリーアドベンチャー』では「Pretender」「紅蓮華」「命に嫌われている。」の6曲中各3曲を収録。

## ゲーム内容
主な内容は公式サイトを参考するが未発表の情報を中心に紹介する。

### 2作共通
- ローカル通信プレイ、すれちがい通信、いつの間に通信、スポットアクセス、QRコードはswitchの性能の都合上廃止
  - 一部のDLCは事前収録されている。
  - QRコードでしか入手できなかった太鼓の達人シリーズ出身の限定キャラは最初から収録。
- 2画面を1画面への総合によるUIのリニューアル
  - 『どんとかつの時空大冒険』では編成するメンバーの表示数が3DSの12個から15個に増加。『ドコドン!ミステリーアドベンチャー』ではメンバーの表示数が3DSの16個から15個に減少。
  - 1枚絵のシーンに上下部分を若干クリッピング。
  - 3DSの下画面のボタンなどの情報がフィールド画面に表示されるようになった。
  - 「きせかえするドン!」の画面構成が、3DSの上画面の情報は左に、下画面の情報は右に住み分けるようになった。
- 改善点
  - 会話シーンのテキストの下に決定ボタンの追加。
  - 経験値やレベルアップ等の一部のフォントが低解像度のデジタル式から和風に変更。
  - 3Dフィールドの高解像度化。
  - 3Dフィールドのポリゴン数の増加（例：どんとかつの時空大冒険の戦国時代の尾張の町の屋根の板）。
  - ロード時間の短縮。
  - UIの移動・切り替え速度の高速化。
- その他
  - 「太鼓とバチ for Nintendo Switch」の対応。
  - 名前入力時に3DS版では独自のデザインだったが本作はSwitch本体内に変更。
  - 一部の演出の変更（例：ボスと勝負するときの白いフェードの短縮、最初のオニわらしに遭遇した時の演出がボスのフェードから雑魚敵に遭遇した時の顔アイコンに変更）。

### どんとかつの時空大冒険
- 廃止点
  - ふなっしーの削除
  - 「千本桜」等の3曲の削除
  - 新規の時空の移動時の時のトビラの削除
- 改善点
  - 突撃ゲージの攻撃で敵の体力が無くなった瞬間に即座に勝利するようになった。
  - 「ドコドン!ミステリーアドベンチャー」からの改善点であるお気に入り機能と敵の体力が少なった時の敵がゆっくり赤く光る設定、オートセーブを逆輸入。
  - マップ表示の下にタックンからのストーリーをナビゲーションする文章の追加。
  - 戦いに出るメンバーのメニュー画面に技を紹介するボタンの追加。
  - セーブ時間の高速化。